# Индийская тема
Индийская тема — в шахматной композиции, одна из старейших комбинаций, составляющих основу тематики логической школы в задаче. Первая композиция на Индийскую тему под названием «Индийская задача» опубликована в «Чесс плейерс кроникл» (1845) под псевдонимом Дхагирд (Dhagird — ученик), а 2 недели спустя в несколько изменённом виде — в «Паламеде». Её автор — английский миссионер в Индии Г. О. Ловдей (англ. Henry Augustus Loveday; 1815—1848; отсюда название).
Новым в «Индийской задаче» явился вступительный ход 1.Cc1!, который Й. Коц и К. Кокелькорн назвали «критическим» (1903).
Индийская тема состоит из стратегических манёвров, проводимых белыми фигурами: 
- а) критического хода дальнобойной фигуры, единственная цель которого — получение возможности использования пересечения на критическом поле;
- б) перекрывающего хода, цель которого — временное выключение дальнобойной фигуры из игры (в данном случае для распатования чёрных);
- в) матующего хода на вскрышку, который является заключительным элементом всей комбинации.

## Примеры
|   | a | b | c | d | e | f | g | h |   |
| - | --- | --- | --- | --- | --- | --- | --- | --- | - |
| 8 | e7 чёрная пешка · h6 белый слон · e5 чёрная пешка · e4 чёрный король · g4 белая пешка · f2 белый король · d1 белая ладья | e7 чёрная пешка · h6 белый слон · e5 чёрная пешка · e4 чёрный король · g4 белая пешка · f2 белый король · d1 белая ладья | e7 чёрная пешка · h6 белый слон · e5 чёрная пешка · e4 чёрный король · g4 белая пешка · f2 белый король · d1 белая ладья | e7 чёрная пешка · h6 белый слон · e5 чёрная пешка · e4 чёрный король · g4 белая пешка · f2 белый король · d1 белая ладья | e7 чёрная пешка · h6 белый слон · e5 чёрная пешка · e4 чёрный король · g4 белая пешка · f2 белый король · d1 белая ладья | e7 чёрная пешка · h6 белый слон · e5 чёрная пешка · e4 чёрный король · g4 белая пешка · f2 белый король · d1 белая ладья | e7 чёрная пешка · h6 белый слон · e5 чёрная пешка · e4 чёрный король · g4 белая пешка · f2 белый король · d1 белая ладья | e7 чёрная пешка · h6 белый слон · e5 чёрная пешка · e4 чёрный король · g4 белая пешка · f2 белый король · d1 белая ладья | 8 |
| 7 | e7 чёрная пешка · h6 белый слон · e5 чёрная пешка · e4 чёрный король · g4 белая пешка · f2 белый король · d1 белая ладья | e7 чёрная пешка · h6 белый слон · e5 чёрная пешка · e4 чёрный король · g4 белая пешка · f2 белый король · d1 белая ладья | e7 чёрная пешка · h6 белый слон · e5 чёрная пешка · e4 чёрный король · g4 белая пешка · f2 белый король · d1 белая ладья | e7 чёрная пешка · h6 белый слон · e5 чёрная пешка · e4 чёрный король · g4 белая пешка · f2 белый король · d1 белая ладья | e7 чёрная пешка · h6 белый слон · e5 чёрная пешка · e4 чёрный король · g4 белая пешка · f2 белый король · d1 белая ладья | e7 чёрная пешка · h6 белый слон · e5 чёрная пешка · e4 чёрный король · g4 белая пешка · f2 белый король · d1 белая ладья | e7 чёрная пешка · h6 белый слон · e5 чёрная пешка · e4 чёрный король · g4 белая пешка · f2 белый король · d1 белая ладья | e7 чёрная пешка · h6 белый слон · e5 чёрная пешка · e4 чёрный король · g4 белая пешка · f2 белый король · d1 белая ладья | 7 |
| 6 | e7 чёрная пешка · h6 белый слон · e5 чёрная пешка · e4 чёрный король · g4 белая пешка · f2 белый король · d1 белая ладья | e7 чёрная пешка · h6 белый слон · e5 чёрная пешка · e4 чёрный король · g4 белая пешка · f2 белый король · d1 белая ладья | e7 чёрная пешка · h6 белый слон · e5 чёрная пешка · e4 чёрный король · g4 белая пешка · f2 белый король · d1 белая ладья | e7 чёрная пешка · h6 белый слон · e5 чёрная пешка · e4 чёрный король · g4 белая пешка · f2 белый король · d1 белая ладья | e7 чёрная пешка · h6 белый слон · e5 чёрная пешка · e4 чёрный король · g4 белая пешка · f2 белый король · d1 белая ладья | e7 чёрная пешка · h6 белый слон · e5 чёрная пешка · e4 чёрный король · g4 белая пешка · f2 белый король · d1 белая ладья | e7 чёрная пешка · h6 белый слон · e5 чёрная пешка · e4 чёрный король · g4 белая пешка · f2 белый король · d1 белая ладья | e7 чёрная пешка · h6 белый слон · e5 чёрная пешка · e4 чёрный король · g4 белая пешка · f2 белый король · d1 белая ладья | 6 |
| 5 | e7 чёрная пешка · h6 белый слон · e5 чёрная пешка · e4 чёрный король · g4 белая пешка · f2 белый король · d1 белая ладья | e7 чёрная пешка · h6 белый слон · e5 чёрная пешка · e4 чёрный король · g4 белая пешка · f2 белый король · d1 белая ладья | e7 чёрная пешка · h6 белый слон · e5 чёрная пешка · e4 чёрный король · g4 белая пешка · f2 белый король · d1 белая ладья | e7 чёрная пешка · h6 белый слон · e5 чёрная пешка · e4 чёрный король · g4 белая пешка · f2 белый король · d1 белая ладья | e7 чёрная пешка · h6 белый слон · e5 чёрная пешка · e4 чёрный король · g4 белая пешка · f2 белый король · d1 белая ладья | e7 чёрная пешка · h6 белый слон · e5 чёрная пешка · e4 чёрный король · g4 белая пешка · f2 белый король · d1 белая ладья | e7 чёрная пешка · h6 белый слон · e5 чёрная пешка · e4 чёрный король · g4 белая пешка · f2 белый король · d1 белая ладья | e7 чёрная пешка · h6 белый слон · e5 чёрная пешка · e4 чёрный король · g4 белая пешка · f2 белый король · d1 белая ладья | 5 |
| 4 | e7 чёрная пешка · h6 белый слон · e5 чёрная пешка · e4 чёрный король · g4 белая пешка · f2 белый король · d1 белая ладья | e7 чёрная пешка · h6 белый слон · e5 чёрная пешка · e4 чёрный король · g4 белая пешка · f2 белый король · d1 белая ладья | e7 чёрная пешка · h6 белый слон · e5 чёрная пешка · e4 чёрный король · g4 белая пешка · f2 белый король · d1 белая ладья | e7 чёрная пешка · h6 белый слон · e5 чёрная пешка · e4 чёрный король · g4 белая пешка · f2 белый король · d1 белая ладья | e7 чёрная пешка · h6 белый слон · e5 чёрная пешка · e4 чёрный король · g4 белая пешка · f2 белый король · d1 белая ладья | e7 чёрная пешка · h6 белый слон · e5 чёрная пешка · e4 чёрный король · g4 белая пешка · f2 белый король · d1 белая ладья | e7 чёрная пешка · h6 белый слон · e5 чёрная пешка · e4 чёрный король · g4 белая пешка · f2 белый король · d1 белая ладья | e7 чёрная пешка · h6 белый слон · e5 чёрная пешка · e4 чёрный король · g4 белая пешка · f2 белый король · d1 белая ладья | 4 |
| 3 | e7 чёрная пешка · h6 белый слон · e5 чёрная пешка · e4 чёрный король · g4 белая пешка · f2 белый король · d1 белая ладья | e7 чёрная пешка · h6 белый слон · e5 чёрная пешка · e4 чёрный король · g4 белая пешка · f2 белый король · d1 белая ладья | e7 чёрная пешка · h6 белый слон · e5 чёрная пешка · e4 чёрный король · g4 белая пешка · f2 белый король · d1 белая ладья | e7 чёрная пешка · h6 белый слон · e5 чёрная пешка · e4 чёрный король · g4 белая пешка · f2 белый король · d1 белая ладья | e7 чёрная пешка · h6 белый слон · e5 чёрная пешка · e4 чёрный король · g4 белая пешка · f2 белый король · d1 белая ладья | e7 чёрная пешка · h6 белый слон · e5 чёрная пешка · e4 чёрный король · g4 белая пешка · f2 белый король · d1 белая ладья | e7 чёрная пешка · h6 белый слон · e5 чёрная пешка · e4 чёрный король · g4 белая пешка · f2 белый король · d1 белая ладья | e7 чёрная пешка · h6 белый слон · e5 чёрная пешка · e4 чёрный король · g4 белая пешка · f2 белый король · d1 белая ладья | 3 |
| 2 | e7 чёрная пешка · h6 белый слон · e5 чёрная пешка · e4 чёрный король · g4 белая пешка · f2 белый король · d1 белая ладья | e7 чёрная пешка · h6 белый слон · e5 чёрная пешка · e4 чёрный король · g4 белая пешка · f2 белый король · d1 белая ладья | e7 чёрная пешка · h6 белый слон · e5 чёрная пешка · e4 чёрный король · g4 белая пешка · f2 белый король · d1 белая ладья | e7 чёрная пешка · h6 белый слон · e5 чёрная пешка · e4 чёрный король · g4 белая пешка · f2 белый король · d1 белая ладья | e7 чёрная пешка · h6 белый слон · e5 чёрная пешка · e4 чёрный король · g4 белая пешка · f2 белый король · d1 белая ладья | e7 чёрная пешка · h6 белый слон · e5 чёрная пешка · e4 чёрный король · g4 белая пешка · f2 белый король · d1 белая ладья | e7 чёрная пешка · h6 белый слон · e5 чёрная пешка · e4 чёрный король · g4 белая пешка · f2 белый король · d1 белая ладья | e7 чёрная пешка · h6 белый слон · e5 чёрная пешка · e4 чёрный король · g4 белая пешка · f2 белый король · d1 белая ладья | 2 |
| 1 | e7 чёрная пешка · h6 белый слон · e5 чёрная пешка · e4 чёрный король · g4 белая пешка · f2 белый король · d1 белая ладья | e7 чёрная пешка · h6 белый слон · e5 чёрная пешка · e4 чёрный король · g4 белая пешка · f2 белый король · d1 белая ладья | e7 чёрная пешка · h6 белый слон · e5 чёрная пешка · e4 чёрный король · g4 белая пешка · f2 белый король · d1 белая ладья | e7 чёрная пешка · h6 белый слон · e5 чёрная пешка · e4 чёрный король · g4 белая пешка · f2 белый король · d1 белая ладья | e7 чёрная пешка · h6 белый слон · e5 чёрная пешка · e4 чёрный король · g4 белая пешка · f2 белый король · d1 белая ладья | e7 чёрная пешка · h6 белый слон · e5 чёрная пешка · e4 чёрный король · g4 белая пешка · f2 белый король · d1 белая ладья | e7 чёрная пешка · h6 белый слон · e5 чёрная пешка · e4 чёрный король · g4 белая пешка · f2 белый король · d1 белая ладья | e7 чёрная пешка · h6 белый слон · e5 чёрная пешка · e4 чёрный король · g4 белая пешка · f2 белый король · d1 белая ладья | 1 |
|   | a | b | c | d | e | f | g | h |   |

|   | a | b | c | d | e | f | g | h |   |
| - | --- | --- | --- | --- | --- | --- | --- | --- | - |
| 8 | d8 белый слон · e8 белый слон · h8 белый король · h7 чёрная пешка · h6 чёрный король · f3 белая пешка · h3 чёрная пешка · h2 белая пешка | d8 белый слон · e8 белый слон · h8 белый король · h7 чёрная пешка · h6 чёрный король · f3 белая пешка · h3 чёрная пешка · h2 белая пешка | d8 белый слон · e8 белый слон · h8 белый король · h7 чёрная пешка · h6 чёрный король · f3 белая пешка · h3 чёрная пешка · h2 белая пешка | d8 белый слон · e8 белый слон · h8 белый король · h7 чёрная пешка · h6 чёрный король · f3 белая пешка · h3 чёрная пешка · h2 белая пешка | d8 белый слон · e8 белый слон · h8 белый король · h7 чёрная пешка · h6 чёрный король · f3 белая пешка · h3 чёрная пешка · h2 белая пешка | d8 белый слон · e8 белый слон · h8 белый король · h7 чёрная пешка · h6 чёрный король · f3 белая пешка · h3 чёрная пешка · h2 белая пешка | d8 белый слон · e8 белый слон · h8 белый король · h7 чёрная пешка · h6 чёрный король · f3 белая пешка · h3 чёрная пешка · h2 белая пешка | d8 белый слон · e8 белый слон · h8 белый король · h7 чёрная пешка · h6 чёрный король · f3 белая пешка · h3 чёрная пешка · h2 белая пешка | 8 |
| 7 | d8 белый слон · e8 белый слон · h8 белый король · h7 чёрная пешка · h6 чёрный король · f3 белая пешка · h3 чёрная пешка · h2 белая пешка | d8 белый слон · e8 белый слон · h8 белый король · h7 чёрная пешка · h6 чёрный король · f3 белая пешка · h3 чёрная пешка · h2 белая пешка | d8 белый слон · e8 белый слон · h8 белый король · h7 чёрная пешка · h6 чёрный король · f3 белая пешка · h3 чёрная пешка · h2 белая пешка | d8 белый слон · e8 белый слон · h8 белый король · h7 чёрная пешка · h6 чёрный король · f3 белая пешка · h3 чёрная пешка · h2 белая пешка | d8 белый слон · e8 белый слон · h8 белый король · h7 чёрная пешка · h6 чёрный король · f3 белая пешка · h3 чёрная пешка · h2 белая пешка | d8 белый слон · e8 белый слон · h8 белый король · h7 чёрная пешка · h6 чёрный король · f3 белая пешка · h3 чёрная пешка · h2 белая пешка | d8 белый слон · e8 белый слон · h8 белый король · h7 чёрная пешка · h6 чёрный король · f3 белая пешка · h3 чёрная пешка · h2 белая пешка | d8 белый слон · e8 белый слон · h8 белый король · h7 чёрная пешка · h6 чёрный король · f3 белая пешка · h3 чёрная пешка · h2 белая пешка | 7 |
| 6 | d8 белый слон · e8 белый слон · h8 белый король · h7 чёрная пешка · h6 чёрный король · f3 белая пешка · h3 чёрная пешка · h2 белая пешка | d8 белый слон · e8 белый слон · h8 белый король · h7 чёрная пешка · h6 чёрный король · f3 белая пешка · h3 чёрная пешка · h2 белая пешка | d8 белый слон · e8 белый слон · h8 белый король · h7 чёрная пешка · h6 чёрный король · f3 белая пешка · h3 чёрная пешка · h2 белая пешка | d8 белый слон · e8 белый слон · h8 белый король · h7 чёрная пешка · h6 чёрный король · f3 белая пешка · h3 чёрная пешка · h2 белая пешка | d8 белый слон · e8 белый слон · h8 белый король · h7 чёрная пешка · h6 чёрный король · f3 белая пешка · h3 чёрная пешка · h2 белая пешка | d8 белый слон · e8 белый слон · h8 белый король · h7 чёрная пешка · h6 чёрный король · f3 белая пешка · h3 чёрная пешка · h2 белая пешка | d8 белый слон · e8 белый слон · h8 белый король · h7 чёрная пешка · h6 чёрный король · f3 белая пешка · h3 чёрная пешка · h2 белая пешка | d8 белый слон · e8 белый слон · h8 белый король · h7 чёрная пешка · h6 чёрный король · f3 белая пешка · h3 чёрная пешка · h2 белая пешка | 6 |
| 5 | d8 белый слон · e8 белый слон · h8 белый король · h7 чёрная пешка · h6 чёрный король · f3 белая пешка · h3 чёрная пешка · h2 белая пешка | d8 белый слон · e8 белый слон · h8 белый король · h7 чёрная пешка · h6 чёрный король · f3 белая пешка · h3 чёрная пешка · h2 белая пешка | d8 белый слон · e8 белый слон · h8 белый король · h7 чёрная пешка · h6 чёрный король · f3 белая пешка · h3 чёрная пешка · h2 белая пешка | d8 белый слон · e8 белый слон · h8 белый король · h7 чёрная пешка · h6 чёрный король · f3 белая пешка · h3 чёрная пешка · h2 белая пешка | d8 белый слон · e8 белый слон · h8 белый король · h7 чёрная пешка · h6 чёрный король · f3 белая пешка · h3 чёрная пешка · h2 белая пешка | d8 белый слон · e8 белый слон · h8 белый король · h7 чёрная пешка · h6 чёрный король · f3 белая пешка · h3 чёрная пешка · h2 белая пешка | d8 белый слон · e8 белый слон · h8 белый король · h7 чёрная пешка · h6 чёрный король · f3 белая пешка · h3 чёрная пешка · h2 белая пешка | d8 белый слон · e8 белый слон · h8 белый король · h7 чёрная пешка · h6 чёрный король · f3 белая пешка · h3 чёрная пешка · h2 белая пешка | 5 |
| 4 | d8 белый слон · e8 белый слон · h8 белый король · h7 чёрная пешка · h6 чёрный король · f3 белая пешка · h3 чёрная пешка · h2 белая пешка | d8 белый слон · e8 белый слон · h8 белый король · h7 чёрная пешка · h6 чёрный король · f3 белая пешка · h3 чёрная пешка · h2 белая пешка | d8 белый слон · e8 белый слон · h8 белый король · h7 чёрная пешка · h6 чёрный король · f3 белая пешка · h3 чёрная пешка · h2 белая пешка | d8 белый слон · e8 белый слон · h8 белый король · h7 чёрная пешка · h6 чёрный король · f3 белая пешка · h3 чёрная пешка · h2 белая пешка | d8 белый слон · e8 белый слон · h8 белый король · h7 чёрная пешка · h6 чёрный король · f3 белая пешка · h3 чёрная пешка · h2 белая пешка | d8 белый слон · e8 белый слон · h8 белый король · h7 чёрная пешка · h6 чёрный король · f3 белая пешка · h3 чёрная пешка · h2 белая пешка | d8 белый слон · e8 белый слон · h8 белый король · h7 чёрная пешка · h6 чёрный король · f3 белая пешка · h3 чёрная пешка · h2 белая пешка | d8 белый слон · e8 белый слон · h8 белый король · h7 чёрная пешка · h6 чёрный король · f3 белая пешка · h3 чёрная пешка · h2 белая пешка | 4 |
| 3 | d8 белый слон · e8 белый слон · h8 белый король · h7 чёрная пешка · h6 чёрный король · f3 белая пешка · h3 чёрная пешка · h2 белая пешка | d8 белый слон · e8 белый слон · h8 белый король · h7 чёрная пешка · h6 чёрный король · f3 белая пешка · h3 чёрная пешка · h2 белая пешка | d8 белый слон · e8 белый слон · h8 белый король · h7 чёрная пешка · h6 чёрный король · f3 белая пешка · h3 чёрная пешка · h2 белая пешка | d8 белый слон · e8 белый слон · h8 белый король · h7 чёрная пешка · h6 чёрный король · f3 белая пешка · h3 чёрная пешка · h2 белая пешка | d8 белый слон · e8 белый слон · h8 белый король · h7 чёрная пешка · h6 чёрный король · f3 белая пешка · h3 чёрная пешка · h2 белая пешка | d8 белый слон · e8 белый слон · h8 белый король · h7 чёрная пешка · h6 чёрный король · f3 белая пешка · h3 чёрная пешка · h2 белая пешка | d8 белый слон · e8 белый слон · h8 белый король · h7 чёрная пешка · h6 чёрный король · f3 белая пешка · h3 чёрная пешка · h2 белая пешка | d8 белый слон · e8 белый слон · h8 белый король · h7 чёрная пешка · h6 чёрный король · f3 белая пешка · h3 чёрная пешка · h2 белая пешка | 3 |
| 2 | d8 белый слон · e8 белый слон · h8 белый король · h7 чёрная пешка · h6 чёрный король · f3 белая пешка · h3 чёрная пешка · h2 белая пешка | d8 белый слон · e8 белый слон · h8 белый король · h7 чёрная пешка · h6 чёрный король · f3 белая пешка · h3 чёрная пешка · h2 белая пешка | d8 белый слон · e8 белый слон · h8 белый король · h7 чёрная пешка · h6 чёрный король · f3 белая пешка · h3 чёрная пешка · h2 белая пешка | d8 белый слон · e8 белый слон · h8 белый король · h7 чёрная пешка · h6 чёрный король · f3 белая пешка · h3 чёрная пешка · h2 белая пешка | d8 белый слон · e8 белый слон · h8 белый король · h7 чёрная пешка · h6 чёрный король · f3 белая пешка · h3 чёрная пешка · h2 белая пешка | d8 белый слон · e8 белый слон · h8 белый король · h7 чёрная пешка · h6 чёрный король · f3 белая пешка · h3 чёрная пешка · h2 белая пешка | d8 белый слон · e8 белый слон · h8 белый король · h7 чёрная пешка · h6 чёрный король · f3 белая пешка · h3 чёрная пешка · h2 белая пешка | d8 белый слон · e8 белый слон · h8 белый король · h7 чёрная пешка · h6 чёрный король · f3 белая пешка · h3 чёрная пешка · h2 белая пешка | 2 |
| 1 | d8 белый слон · e8 белый слон · h8 белый король · h7 чёрная пешка · h6 чёрный король · f3 белая пешка · h3 чёрная пешка · h2 белая пешка | d8 белый слон · e8 белый слон · h8 белый король · h7 чёрная пешка · h6 чёрный король · f3 белая пешка · h3 чёрная пешка · h2 белая пешка | d8 белый слон · e8 белый слон · h8 белый король · h7 чёрная пешка · h6 чёрный король · f3 белая пешка · h3 чёрная пешка · h2 белая пешка | d8 белый слон · e8 белый слон · h8 белый король · h7 чёрная пешка · h6 чёрный король · f3 белая пешка · h3 чёрная пешка · h2 белая пешка | d8 белый слон · e8 белый слон · h8 белый король · h7 чёрная пешка · h6 чёрный король · f3 белая пешка · h3 чёрная пешка · h2 белая пешка | d8 белый слон · e8 белый слон · h8 белый король · h7 чёрная пешка · h6 чёрный король · f3 белая пешка · h3 чёрная пешка · h2 белая пешка | d8 белый слон · e8 белый слон · h8 белый король · h7 чёрная пешка · h6 чёрный король · f3 белая пешка · h3 чёрная пешка · h2 белая пешка | d8 белый слон · e8 белый слон · h8 белый король · h7 чёрная пешка · h6 чёрный король · f3 белая пешка · h3 чёрная пешка · h2 белая пешка | 1 |
|   | a | b | c | d | e | f | g | h |   |

В упрощённом виде задача Ловдея выглядит так. 1.Cc1! е6 2.Лd2! Kpf4 3.Лd4х

Последние 2 хода решения с перекрытием дальнобойной фигуры уже были известны из популярной задачи А. Андерсена (1842)

1.Ch5 Кр:h5 2.Kpg7 h6 3.Kpf6! Kph4 4.Kpg6x; этот стратегический манёвр известен как «мат Андерсена».
|   | a | b | c | d | e | f | g | h |   |
| - | --- | --- | --- | --- | --- | --- | --- | --- | - |
| 8 | g7 чёрная пешка · c6 белый конь · g5 чёрная пешка · c4 белый слон · g4 чёрная пешка · e3 чёрный король · g3 белая пешка · f2 белая ладья · e1 белый король | g7 чёрная пешка · c6 белый конь · g5 чёрная пешка · c4 белый слон · g4 чёрная пешка · e3 чёрный король · g3 белая пешка · f2 белая ладья · e1 белый король | g7 чёрная пешка · c6 белый конь · g5 чёрная пешка · c4 белый слон · g4 чёрная пешка · e3 чёрный король · g3 белая пешка · f2 белая ладья · e1 белый король | g7 чёрная пешка · c6 белый конь · g5 чёрная пешка · c4 белый слон · g4 чёрная пешка · e3 чёрный король · g3 белая пешка · f2 белая ладья · e1 белый король | g7 чёрная пешка · c6 белый конь · g5 чёрная пешка · c4 белый слон · g4 чёрная пешка · e3 чёрный король · g3 белая пешка · f2 белая ладья · e1 белый король | g7 чёрная пешка · c6 белый конь · g5 чёрная пешка · c4 белый слон · g4 чёрная пешка · e3 чёрный король · g3 белая пешка · f2 белая ладья · e1 белый король | g7 чёрная пешка · c6 белый конь · g5 чёрная пешка · c4 белый слон · g4 чёрная пешка · e3 чёрный король · g3 белая пешка · f2 белая ладья · e1 белый король | g7 чёрная пешка · c6 белый конь · g5 чёрная пешка · c4 белый слон · g4 чёрная пешка · e3 чёрный король · g3 белая пешка · f2 белая ладья · e1 белый король | 8 |
| 7 | g7 чёрная пешка · c6 белый конь · g5 чёрная пешка · c4 белый слон · g4 чёрная пешка · e3 чёрный король · g3 белая пешка · f2 белая ладья · e1 белый король | g7 чёрная пешка · c6 белый конь · g5 чёрная пешка · c4 белый слон · g4 чёрная пешка · e3 чёрный король · g3 белая пешка · f2 белая ладья · e1 белый король | g7 чёрная пешка · c6 белый конь · g5 чёрная пешка · c4 белый слон · g4 чёрная пешка · e3 чёрный король · g3 белая пешка · f2 белая ладья · e1 белый король | g7 чёрная пешка · c6 белый конь · g5 чёрная пешка · c4 белый слон · g4 чёрная пешка · e3 чёрный король · g3 белая пешка · f2 белая ладья · e1 белый король | g7 чёрная пешка · c6 белый конь · g5 чёрная пешка · c4 белый слон · g4 чёрная пешка · e3 чёрный король · g3 белая пешка · f2 белая ладья · e1 белый король | g7 чёрная пешка · c6 белый конь · g5 чёрная пешка · c4 белый слон · g4 чёрная пешка · e3 чёрный король · g3 белая пешка · f2 белая ладья · e1 белый король | g7 чёрная пешка · c6 белый конь · g5 чёрная пешка · c4 белый слон · g4 чёрная пешка · e3 чёрный король · g3 белая пешка · f2 белая ладья · e1 белый король | g7 чёрная пешка · c6 белый конь · g5 чёрная пешка · c4 белый слон · g4 чёрная пешка · e3 чёрный король · g3 белая пешка · f2 белая ладья · e1 белый король | 7 |
| 6 | g7 чёрная пешка · c6 белый конь · g5 чёрная пешка · c4 белый слон · g4 чёрная пешка · e3 чёрный король · g3 белая пешка · f2 белая ладья · e1 белый король | g7 чёрная пешка · c6 белый конь · g5 чёрная пешка · c4 белый слон · g4 чёрная пешка · e3 чёрный король · g3 белая пешка · f2 белая ладья · e1 белый король | g7 чёрная пешка · c6 белый конь · g5 чёрная пешка · c4 белый слон · g4 чёрная пешка · e3 чёрный король · g3 белая пешка · f2 белая ладья · e1 белый король | g7 чёрная пешка · c6 белый конь · g5 чёрная пешка · c4 белый слон · g4 чёрная пешка · e3 чёрный король · g3 белая пешка · f2 белая ладья · e1 белый король | g7 чёрная пешка · c6 белый конь · g5 чёрная пешка · c4 белый слон · g4 чёрная пешка · e3 чёрный король · g3 белая пешка · f2 белая ладья · e1 белый король | g7 чёрная пешка · c6 белый конь · g5 чёрная пешка · c4 белый слон · g4 чёрная пешка · e3 чёрный король · g3 белая пешка · f2 белая ладья · e1 белый король | g7 чёрная пешка · c6 белый конь · g5 чёрная пешка · c4 белый слон · g4 чёрная пешка · e3 чёрный король · g3 белая пешка · f2 белая ладья · e1 белый король | g7 чёрная пешка · c6 белый конь · g5 чёрная пешка · c4 белый слон · g4 чёрная пешка · e3 чёрный король · g3 белая пешка · f2 белая ладья · e1 белый король | 6 |
| 5 | g7 чёрная пешка · c6 белый конь · g5 чёрная пешка · c4 белый слон · g4 чёрная пешка · e3 чёрный король · g3 белая пешка · f2 белая ладья · e1 белый король | g7 чёрная пешка · c6 белый конь · g5 чёрная пешка · c4 белый слон · g4 чёрная пешка · e3 чёрный король · g3 белая пешка · f2 белая ладья · e1 белый король | g7 чёрная пешка · c6 белый конь · g5 чёрная пешка · c4 белый слон · g4 чёрная пешка · e3 чёрный король · g3 белая пешка · f2 белая ладья · e1 белый король | g7 чёрная пешка · c6 белый конь · g5 чёрная пешка · c4 белый слон · g4 чёрная пешка · e3 чёрный король · g3 белая пешка · f2 белая ладья · e1 белый король | g7 чёрная пешка · c6 белый конь · g5 чёрная пешка · c4 белый слон · g4 чёрная пешка · e3 чёрный король · g3 белая пешка · f2 белая ладья · e1 белый король | g7 чёрная пешка · c6 белый конь · g5 чёрная пешка · c4 белый слон · g4 чёрная пешка · e3 чёрный король · g3 белая пешка · f2 белая ладья · e1 белый король | g7 чёрная пешка · c6 белый конь · g5 чёрная пешка · c4 белый слон · g4 чёрная пешка · e3 чёрный король · g3 белая пешка · f2 белая ладья · e1 белый король | g7 чёрная пешка · c6 белый конь · g5 чёрная пешка · c4 белый слон · g4 чёрная пешка · e3 чёрный король · g3 белая пешка · f2 белая ладья · e1 белый король | 5 |
| 4 | g7 чёрная пешка · c6 белый конь · g5 чёрная пешка · c4 белый слон · g4 чёрная пешка · e3 чёрный король · g3 белая пешка · f2 белая ладья · e1 белый король | g7 чёрная пешка · c6 белый конь · g5 чёрная пешка · c4 белый слон · g4 чёрная пешка · e3 чёрный король · g3 белая пешка · f2 белая ладья · e1 белый король | g7 чёрная пешка · c6 белый конь · g5 чёрная пешка · c4 белый слон · g4 чёрная пешка · e3 чёрный король · g3 белая пешка · f2 белая ладья · e1 белый король | g7 чёрная пешка · c6 белый конь · g5 чёрная пешка · c4 белый слон · g4 чёрная пешка · e3 чёрный король · g3 белая пешка · f2 белая ладья · e1 белый король | g7 чёрная пешка · c6 белый конь · g5 чёрная пешка · c4 белый слон · g4 чёрная пешка · e3 чёрный король · g3 белая пешка · f2 белая ладья · e1 белый король | g7 чёрная пешка · c6 белый конь · g5 чёрная пешка · c4 белый слон · g4 чёрная пешка · e3 чёрный король · g3 белая пешка · f2 белая ладья · e1 белый король | g7 чёрная пешка · c6 белый конь · g5 чёрная пешка · c4 белый слон · g4 чёрная пешка · e3 чёрный король · g3 белая пешка · f2 белая ладья · e1 белый король | g7 чёрная пешка · c6 белый конь · g5 чёрная пешка · c4 белый слон · g4 чёрная пешка · e3 чёрный король · g3 белая пешка · f2 белая ладья · e1 белый король | 4 |
| 3 | g7 чёрная пешка · c6 белый конь · g5 чёрная пешка · c4 белый слон · g4 чёрная пешка · e3 чёрный король · g3 белая пешка · f2 белая ладья · e1 белый король | g7 чёрная пешка · c6 белый конь · g5 чёрная пешка · c4 белый слон · g4 чёрная пешка · e3 чёрный король · g3 белая пешка · f2 белая ладья · e1 белый король | g7 чёрная пешка · c6 белый конь · g5 чёрная пешка · c4 белый слон · g4 чёрная пешка · e3 чёрный король · g3 белая пешка · f2 белая ладья · e1 белый король | g7 чёрная пешка · c6 белый конь · g5 чёрная пешка · c4 белый слон · g4 чёрная пешка · e3 чёрный король · g3 белая пешка · f2 белая ладья · e1 белый король | g7 чёрная пешка · c6 белый конь · g5 чёрная пешка · c4 белый слон · g4 чёрная пешка · e3 чёрный король · g3 белая пешка · f2 белая ладья · e1 белый король | g7 чёрная пешка · c6 белый конь · g5 чёрная пешка · c4 белый слон · g4 чёрная пешка · e3 чёрный король · g3 белая пешка · f2 белая ладья · e1 белый король | g7 чёрная пешка · c6 белый конь · g5 чёрная пешка · c4 белый слон · g4 чёрная пешка · e3 чёрный король · g3 белая пешка · f2 белая ладья · e1 белый король | g7 чёрная пешка · c6 белый конь · g5 чёрная пешка · c4 белый слон · g4 чёрная пешка · e3 чёрный король · g3 белая пешка · f2 белая ладья · e1 белый король | 3 |
| 2 | g7 чёрная пешка · c6 белый конь · g5 чёрная пешка · c4 белый слон · g4 чёрная пешка · e3 чёрный король · g3 белая пешка · f2 белая ладья · e1 белый король | g7 чёрная пешка · c6 белый конь · g5 чёрная пешка · c4 белый слон · g4 чёрная пешка · e3 чёрный король · g3 белая пешка · f2 белая ладья · e1 белый король | g7 чёрная пешка · c6 белый конь · g5 чёрная пешка · c4 белый слон · g4 чёрная пешка · e3 чёрный король · g3 белая пешка · f2 белая ладья · e1 белый король | g7 чёрная пешка · c6 белый конь · g5 чёрная пешка · c4 белый слон · g4 чёрная пешка · e3 чёрный король · g3 белая пешка · f2 белая ладья · e1 белый король | g7 чёрная пешка · c6 белый конь · g5 чёрная пешка · c4 белый слон · g4 чёрная пешка · e3 чёрный король · g3 белая пешка · f2 белая ладья · e1 белый король | g7 чёрная пешка · c6 белый конь · g5 чёрная пешка · c4 белый слон · g4 чёрная пешка · e3 чёрный король · g3 белая пешка · f2 белая ладья · e1 белый король | g7 чёрная пешка · c6 белый конь · g5 чёрная пешка · c4 белый слон · g4 чёрная пешка · e3 чёрный король · g3 белая пешка · f2 белая ладья · e1 белый король | g7 чёрная пешка · c6 белый конь · g5 чёрная пешка · c4 белый слон · g4 чёрная пешка · e3 чёрный король · g3 белая пешка · f2 белая ладья · e1 белый король | 2 |
| 1 | g7 чёрная пешка · c6 белый конь · g5 чёрная пешка · c4 белый слон · g4 чёрная пешка · e3 чёрный король · g3 белая пешка · f2 белая ладья · e1 белый король | g7 чёрная пешка · c6 белый конь · g5 чёрная пешка · c4 белый слон · g4 чёрная пешка · e3 чёрный король · g3 белая пешка · f2 белая ладья · e1 белый король | g7 чёрная пешка · c6 белый конь · g5 чёрная пешка · c4 белый слон · g4 чёрная пешка · e3 чёрный король · g3 белая пешка · f2 белая ладья · e1 белый король | g7 чёрная пешка · c6 белый конь · g5 чёрная пешка · c4 белый слон · g4 чёрная пешка · e3 чёрный король · g3 белая пешка · f2 белая ладья · e1 белый король | g7 чёрная пешка · c6 белый конь · g5 чёрная пешка · c4 белый слон · g4 чёрная пешка · e3 чёрный король · g3 белая пешка · f2 белая ладья · e1 белый король | g7 чёрная пешка · c6 белый конь · g5 чёрная пешка · c4 белый слон · g4 чёрная пешка · e3 чёрный король · g3 белая пешка · f2 белая ладья · e1 белый король | g7 чёрная пешка · c6 белый конь · g5 чёрная пешка · c4 белый слон · g4 чёрная пешка · e3 чёрный король · g3 белая пешка · f2 белая ладья · e1 белый король | g7 чёрная пешка · c6 белый конь · g5 чёрная пешка · c4 белый слон · g4 чёрная пешка · e3 чёрный король · g3 белая пешка · f2 белая ладья · e1 белый король | 1 |
|   | a | b | c | d | e | f | g | h |   |

1.Лf8! Критический ход для 1-й комбинации Индийской темы 1. ... Кре4 2.Kpe2 g6 3.Cf7!
Выключение критической фигуры. 3. ... Kpf5 4.Cd5x
 В случае 1. ... g6, последует Лf1! Критический ход для 2-й комбинации — 2. ... Кре4 3.Kpf2!
Король белых делает перекрывающий ход: 3. ... Kpf5 4.Кре3х Если 1.Лf1?, то 1. ... g6. 